# Brücke über den Río Caroní
Die Brücke über den Río Caroní (spanisch Puente sobre el río Caroní), in der Fachliteratur auch als Caronibrücke oder Caroni-Brücke bezeichnet, war die erste Brücke über den Río Caroní in Venezuela.

## Lage
Die Brücke über den Río Caroní steht 4 km oberhalb seiner Mündung in den Orinoco in Ciudad Guayana, einer erst 1961 offiziell gegründeten Stadt im Bundesstaat Bolívar, und verbindet den damaligen alten Ort San Félix mit dem neuen Industrieviertel Puerto Ordaz.
Der Río Caroní ist am Standort der Brücke nur etwa 450 m breit. Er ist bei durchschnittlicher Wasserführung 21 m tief; die Fließgeschwindigkeit erreicht 5 m/s (18 km/h). Er kann innerhalb von 36 Stunden um 12 m ansteigen. Die Verwendung von Lehrgerüsten war daher nicht möglich. Sein Untergrund besteht aus einer 2 bis 6 m dicken Geröllschicht über solidem Granit. Allerdings besteht eine etwa 90 m breite Verwerfungsspalte unbekannter Tiefe, auf der keine Pfeiler stehen konnten, und die damit die Feldweite der Brücke vorgab.

## Beschreibung
Die Brücke ist in Fachkreisen weltweit bekannt als die erste im Taktschiebeverfahren hergestellte Brücke.
Sie wurde nach dem Entwurf von Fritz Leonhardt in der Zeit von Januar 1962 bis Mai 1964 von einer Gruppe aus dem venezolanischen Unternehmen Telven sowie den deutschen Baufirmen Ed. Züblin und Baresel gebaut. Im Anschluss daran entwickelte Fritz Leonhardt und Willi Baur das heute weltweit eingesetzte Taktschiebeverfahren.
Die Brücke ist (zwischen den Widerlagern) 480 m lang. Ihre Feldweiten sind 48 + 96 + 96 + 96 + 96 + 48 m. Ihre Breite von 10,30 m ist eingeteilt in eine 8,50 m breite Fahrbahn mit zwei Fahrspuren und je einen 0,60 m breiten Randstreifen und 0,30 m breite Brüstungen. Fußgänger haben zwei eigene, 3 m weite Wege, die unterhalb der Fahrbahn zu beiden Seiten der Bodenplatte des Hohlkastens montiert sind und damit vor dem Verkehr, der Sonne und dem Regen geschützt sind. In den Widerlagern gibt es eine Querverbindung zwischen den Gehwegen.
Der Fahrbahnträger besteht aus einem durchlaufenden, einzelligen Spannbeton-Hohlkasten mit gleichbleibendem Querschnitt. Die an beiden Seiten 2,40 m auskragende Fahrbahnplatte ist gleichzeitig die Deckplatte des Hohlkastens, der 5,40 m hoch ist und eine 4,00 m breite Bodenplatte sowie leicht schräggestellte Seitenwände hat.
Die 22 m hohen Pfeiler aus Stahlbeton haben einen variablen Hohlquerschnitt und stehen auf mehrere Meter hohen Betonfundamenten, die mit Spannankern im Fels des Untergrundes verankert sind. Ihr Hohlraum fällt nur bei Niedrigwasser trocken, sonst ist er durch Öffnungen mit dem Wasserstand des Flusses verbunden.
Der Fahrbahnträger wurde vollständig an Land hergestellt, aufgeteilt in 50 je 9,20 m lange Fertigteile bei 40 cm Fugenbreite, die alle in derselben Schalung betoniert wurden. In den großen Öffnungen wurde je ein Hilfspfeiler aus Beton gebaut, so dass sich insgesamt 10 Öffnungen à 48 m ergaben. Der mittig verspannte und mit einem Vorbauschnabel versehene Fahrbahnträger wurde dann – auf Neopren-Topflagern mit Teflon-Gleitschicht – als Ganzes über den Fluss geschoben. Dabei wurde eine Vorschubgeschwindigkeit von 6 cm/Minute erreicht. Anschließend wurden die Spannkabel in die endgültige Lage gebracht und als Korrosionsschutz mit Beton ummantelt. Die ebenfalls als Fertigteile hergestellten Gehwege und ihre Brüstungen wurden mit Spanngliedern montiert.
Ursprünglich war geplant, daneben eine zweite, gleiche Brücke für den Gegenverkehr zu bauen. Tatsächlich dauerte es bis 1978, bis diese zweite Brücke, nun allerdings mit drei Fahrspuren, dem Verkehr übergeben wurde. Inzwischen gibt es eine dritte Brücke, die im Zusammenhang mit der etwas flussaufwärts stehenden Macagua-Talsperre gebaut wurde, sowie eine vierte, die kombinierte Autobahn- und Eisenbahnbrücke Puente Angosturita unmittelbar vor der Mündung.